# Spielberg (burcht)
De Spielberg (Tsjechisch: Špilberk en Hantec: Špilas) is de burcht op de gelijknamige heuvel in de Moravische stad Brno. Het gebouw is vooral bekend als gevangenis uit de tijd van het keizerrijk Oostenrijk, waar politieke opponenten van de Habsburgers werden opgesloten.
In 1620 werden de belangrijkste Moravische leiders van de opstand tegen de Habsburgers in de Spielberg opgesloten.
Franz Freiherr von der Trenck was er opgesloten.
In de napoleontische tijd werden Franse revolutionairen in de Spielberg opgesloten. De bekendste van hen was Jean-Baptiste Drouet.
Vanaf 1822 werden speciale cellen voor "staatsgevangenen" ingericht in de noordvleugel voor Italiaanse Carbonari. De dichter Silvio Pellico, die acht jaar lang opgesloten was in de Spielberg, maakte de gevangenis bekend met zijn boek "Le mie prigioni" (Nl. vertaling Mijn Gevangenissen).
De laatste grote groep politieke gevangenen in de Spielberg waren ongeveer 200 Poolse huurlingen, van wie velen hadden deelgenomen aan de opstand in Krakau in 1846.
Onder Frans Jozef I van Oostenrijk werd de gevangenis in 1855 gesloten; de laatste gevangene ging drie jaar later weg. De Spielberg werd alleen nog gebruikt als kazerne.
Tijdens de Duitse bezetting werd de gevangenis heropend, om na de Tweede Wereldoorlog definitief gesloten te worden.
De Spielberg biedt sinds 1960 onderdak aan een museum gewijd aan de geschiedenis van Oostenrijk, Tsjechië, Brno en de Spielberg zelf.